# Harley (Shropshire)
Pour les articles homonymes, voir Harley.
Harley est une paroisse civile et un village du Shropshire, en Angleterre.